# Bằng Lửa và Gươm
Bằng Lửa và Gươm (Tiếng Ba Lan: Ogniem i mieczem; Tiếng Anh: With Fire and Sword) là một tiểu thuyết hư cấu lịch sử của nhà văn người Ba Lan Henryk Sienkiewicz, được xuất bản vào năm 1884. Quyển này là quyển đầu tiên nằm trong bộ ba tiểu thuyết lịch sử cùng một tác giả. Tác phẩm dựa trên những sự kiện diễn ra tại khối Thịnh vượng chung Ba Lan-Lithuanian và trong suốt cuộc nổi dậy Khmelnytsky Uprising.

## Cốt truyện

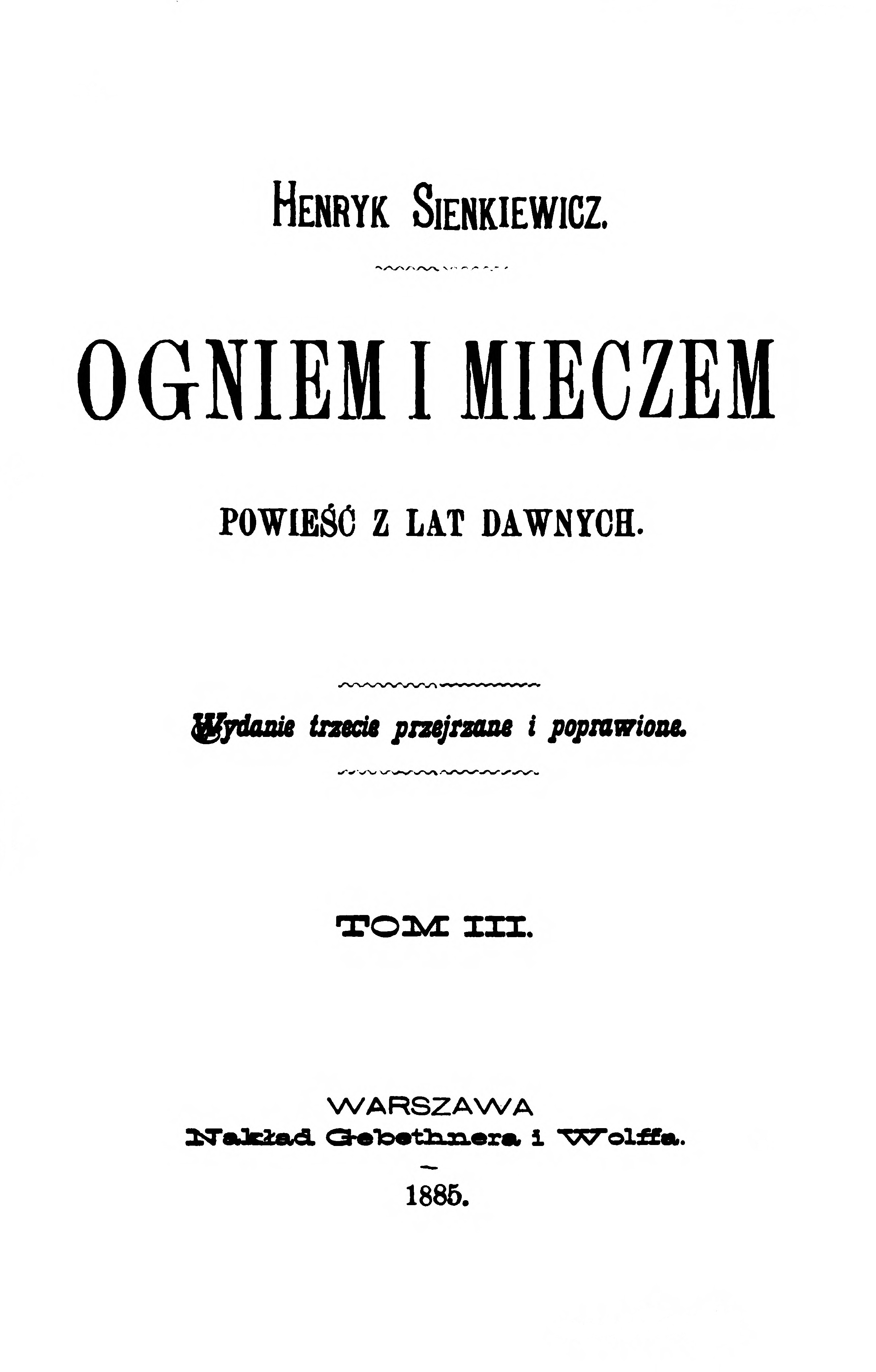
Bìa sách Bằng Lửa và Gươm nguyên bản tiếng Ba Lan

Năm 1648, Jan Skrzetuski, một trung úy trẻ trong Quân đội Ba Lan-Litva đang trên đường trở về Lubni, nơi anh phải báo cáo với thượng cấp của mình là Hoàng tử Jeremi Wisniowecki. Trên đường đi, Skrzetuski và thuộc hạ đã giải cứu một khách bộ hành sắp bị giết bởi một toán người lạ mặt. Người đàn ông bị tấn công trông giống như quý tộc (szlachta), tự giới thiệu bản thân với Skrzetuski bằng tên giả. Khi binh sĩ của người đàn ông vô danh đến, ông tiết lộ danh tính thật của mình nói với Skrzetuski rằng của ông là Bohdan Chmielnicki. Sau đó, người lính trẻ dừng lại ở một thị trấn tên là Czechryn, nơi anh gặp Zacwilichowskis, một người bạn cũ và một đại tá. Trong cuộc gặp gỡ với người bạn của mình, Skrzetuski cũng gặp Zagloba và Podpieta, một người Lithuania cao lớn, người mang một thanh kiếm lớn mà tổ tiên của anh ta đã sử dụng trong Trận chiến Grunwald.. Tại Czechryn, Skrzetuski cũng tìm hiểu về người đàn ông mà anh đã cứu, Chmielnicki. Anh ta được cho biết rằng chiến binh nổi danh Cossack Hetman đang khích động một cuộc nổi dậy chống lại sự cai trị của Ba Lan trong cộng đồng người Ukraine bản địa, và những người tấn công ông là người của Vicestarosta (một hành chính quan), muốn ngăn cản đường ông. Và mọi chuyện dần trở nên phức tạp, kéo Jan Skrzetuski vào một cuộc tranh giành quyền lực không hồi kết...

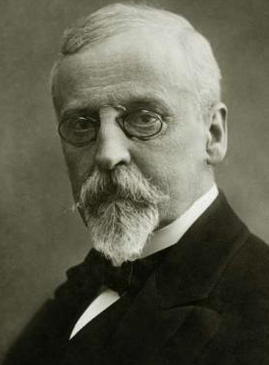
Nhà văn người Ba Lan đoạt giải Nobel Văn chương Henryk Sienkiewicz

## Các nhân vật chính

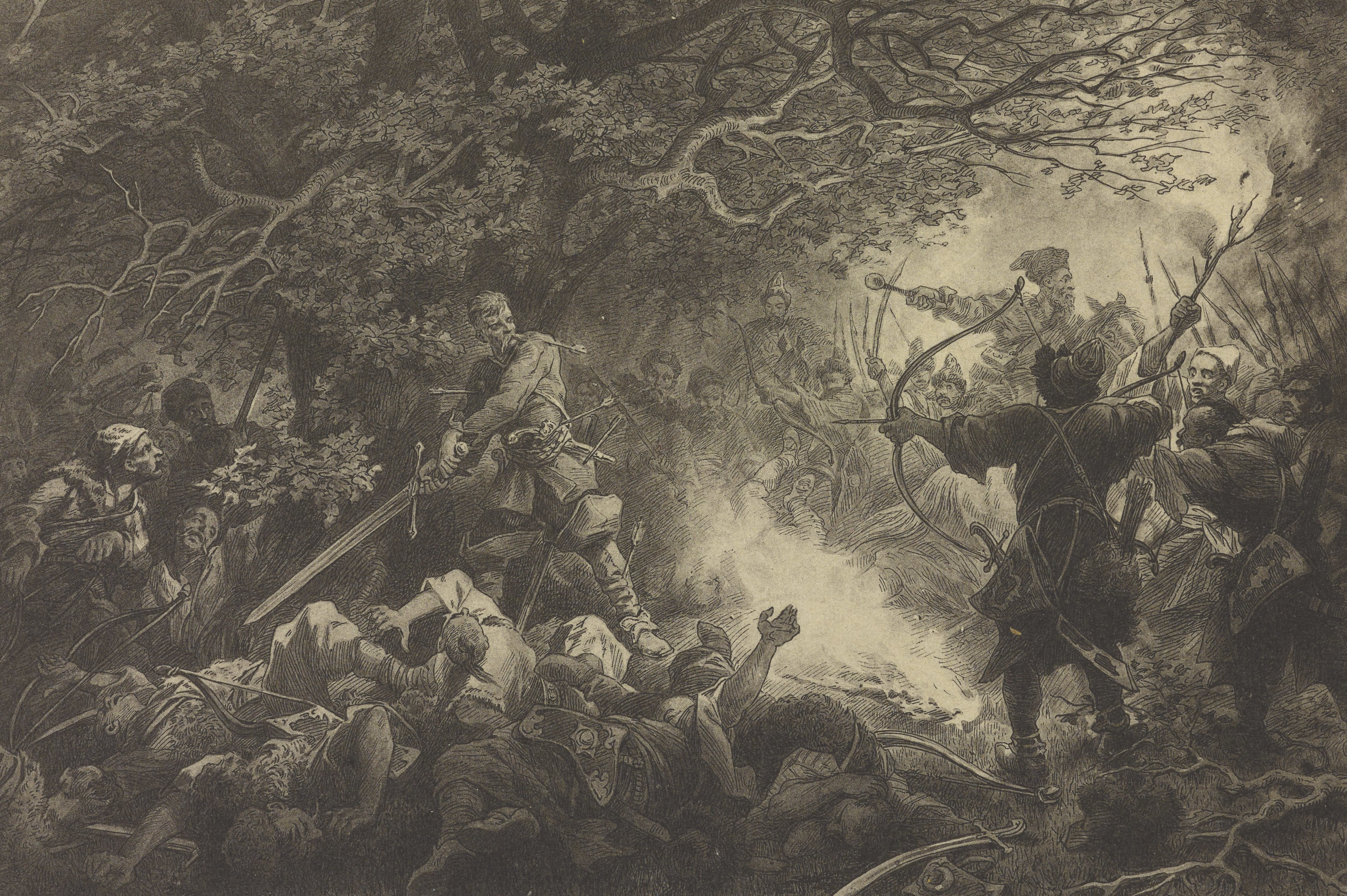
Hình minh họa về một cuộc chạm trán trong Bằng Lửa và Gươm

1. Jan Skrzetuski
2. Jan Onufry Zagłoba
3. Michał Wołodyjowski
4. Longinus Podbipięta
5. Yuri Bohun
6. Helena Kurcewiczówna
7. Rzędzian
8. Hình minh họa về một cuộc chạm trán trong Bằng Lửa và GươmHorpyna

## Trên màn ảnh
Tiểu thuyết Bằng lửa và guơm được chuyển thể thành phim điện ảnh cùng tên bởi đạo diễn Jerzy Hoffman vào năm 1999.